# Rządza (gmina Stanisławów)
Rządza – wieś sołecka w Polsce położona w województwie mazowieckim, w powiecie mińskim, w gminie Stanisławów.
| SIMC    | Nazwa     | Rodzaj    |
| ------- | --------- | --------- |
| 0690163 | Kubajówka | część wsi |

W latach 1975–1998 miejscowość należała administracyjnie do województwa siedleckiego.
Wierni Kościoła rzymskokatolickiego należą do parafii św. Jana Chrzciciela i św. Stanisława BM w Stanisławowie.